# 艾米蒂 (印第安納州)
艾米蒂（英語：Amity）是位於美國印地安納州約翰遜縣的一個非建制地區。該地的面積和人口皆未知。